# Intrusion
Intrusion è un film del 2021 diretto da Adam Salky.
Thriller psicologico americano sceneggiato da Christopher Sparling, con protagonisti Freida Pinto e Logan Marshall-Green. È stato distribuito da Netflix il 22 settembre 2021.

## Trama
Meera ed Henry sono una coppia che vive a Corrales in una casa progettata da Henry. Meera è una sopravvissuta al cancro ed è preoccupata che la malattia possa ripresentarsi, ma Henry è molto comprensivo e di supporto. Una sera la coppia scopre che qualcuno ha fatto irruzione nella loro casa e trovano tutto a soqquadro. Dopo la visita di un investigatore, Henry decide di installare un sistema di videosorveglianza. Qualche giorno dopo Meera viene svegliata nel cuore della notte da strani rumori nella casa, simili a tubi che vibrano. Quando prova ad accendere la luce, questa non funziona, così Henry decide di controllare il generatore, scoprendo che è stato distrutto. Subito dopo egli vede dei fasci di luce provenienti dall'interno della casa e capisce che gli intrusi sono tornati. Correndo all'interno Henry trova Meera legata e imbavagliata nel bagno, e dopo averla liberata prova a scappare con lei, ma i due sono inseguiti da uomini mascherati. Meera riesce a raggiungere la sua macchina, ma sente dei colpi di pistola sparati dall'interno della casa; un uomo ferito si trascina fuori, seguito da Henry che gli spara, uccidendolo.
Il giorno dopo, alla stazione di polizia, alla coppia vengono mostrate le foto segnaletiche dei tre intrusi, uno dei quali è ancora vivo ma ricoverato in terapia intensiva all'ospedale locale. I tre facevano tutti parte della famiglia Cobb. Apprendono inoltre che una giovane donna della stessa famiglia è scomparsa di recente. Meera resta traumatizzata da questi eventi, ma Henry pensa che dovrebbero andare avanti con i preparativi per la festa di inaugurazione della casa che avevano intenzione di celebrare. Quella sera, Henry esce di casa per acquistare articoli per la festa, tuttavia Meera nota che ha dimenticato il portafogli, e non riuscendo a chiamarlo decide di raggiungerlo al negozio. Raggiunge subito l'auto di Henry ma nota con sorpresa che prende la strada per l'ospedale; distratta da questa stranezza, ha un incidente con un altro veicolo. Una volta a casa, racconta ad Henry cosa è successo e gli domanda come mai fosse andato in quella direzione, e lui risponde di aver semplicemente sbagliato strada.
Con la sua macchina in riparazione, Meera prende in prestito l'auto di Henry per andare al lavoro. Nel parcheggio incontra l'investigatore responsabile delle indagini; questi le comunica che l'intruso sopravvissuto è deceduto. Meera apprende inoltre che l'uomo è morto la stessa sera che lei ha seguito Henry. Profondamente sospettosa, controlla le navigazioni effettuate nel GPS dell'auto di Henry e nota l'indirizzo di casa Cobb. Si reca lì e riesce a entrare nella loro abitazione, dove trova una busta per lettere con il logo dell'azienda edile di Henry e l'indirizzo scritto a mano da lui. Meera apre la cassetta postale della famiglia e vi trova un pacco contenente una videocamera, ma subito appare un vicino che l’affronta infuriato, le dice di aver già visto l'auto qualche giorno fa e l’accusa di star "curiosando", dopodiché afferra il pacco e lo scaglia contro un muro; Meera recupera il pacco e va via. Tornata a casa, prova a far partire il video, ma non funziona correttamente: riesce a vedere solo l'immagine di Dylan Cobb. Ordina una nuova videocamera inserendo l'indirizzo del suo luogo di lavoro. Decide di cercare all'interno dell'ufficio di Henry e trova una chiave USB con le foto della costruzione della loro casa, nelle quali Dylan appare come dipendente dell'azienda edile. Henry torna a casa e Meera è costretta a interrompere la ricerca. Quella stessa notte guarda nuovamente le foto e nota alcune immagini di Christine, la ragazza scomparsa.
Il giorno dopo Meera affronta Henry: vuole sapere perché è andato dai Cobb, perché vi ha trovato una lettera col logo della sua azienda, perché ha iniziato a tenere un'arma in casa e come mai possiede una foto della ragazza scomparsa sul suo computer. Henry le spiega che era a corto di denaro per terminare la costruzione della casa, rivelando di aver commesso alcune frodi per ottenere più denaro, ma intendeva ripagare tutto; Dylan Cobb ha lavorato per lui, ma Henry lo ha licenziato in tronco quando lo ha visto maltrattare sua figlia; Dylan era infuriato e giurò vendetta, e minacciò anche di esporre i loschi rapporti finanziari di Henry; lui aveva pagato Dylan per farlo tacere, ma in seguito smise di pagarlo, così Dylan e gli altri uomini della famiglia Cobb hanno fatto irruzione nella casa. Meera è tranquillizzata dalla spiegazione di Henry, e la coppia torna felice. Quando viene consegnata la nuova videocamera Meera non è più interessata a visionare il filmato che ha trovato a casa dei Cobb.
È finalmente la sera della festa, e la casa pullula di ospiti. Ma quando Meera guarda di sfuggita le news trasmesse in TV, apprende che il sospettato per la scomparsa di Christine, rivelatosi il vicino dei Cobb che aggredì verbalmente Meera, è stato scagionato, e i suoi sospetti si riaccendono. Recupera la videocamera dal portabagagli della sua auto e guarda il video. Al suo interno Dylan Cobb dice che quando Christine è sparita, si recò nella casa con il suo cane, che abbaiò furiosamente nelle vicinanze dell'ufficio. Meera va nell'ufficio di Henry e trova un vano nascosto, a cui accede attraverso un interruttore segreto. Scende nel seminterrato e trova Christine imbavagliata e legata a un tubo. Meera prova a liberare la ragazza, ma Henry arriva prima che possa farlo; le rivela che ha sempre avuto impulsi perversi, ma che non ha scelto di essere così. Meera prova a chiamare il 911, ma Henry la stordisce e la lega. Tornato su, riferisce agli ospiti che Meera ha bevuto troppo ed è andata a dormire, e manda gli ospiti a casa. Meera riesce a liberarsi e prova a scappare con Christine, ma Henry torna nel seminterrato e dopo un breve inseguimento riesce a raggiungerle; dopodiché stordisce Meera e trascina Christine nuovamente nel seminterrato. Henry lega Christine e sta per ucciderla, ma proprio in quel frangente riappare Meera e lo colpisce in testa con un orologio. Un Henry morente domanda a Meera cosa farà quando non ci sarà più lui a prendersene cura; lei risponde che si prenderà cura di sé stessa.

## Accoglienza
Su Rotten Tomatoes, il film raggiunge il 29% di approvazione basato su 17 recensioni, con una valutazione media di 4.6/10. Su Metacritic, il film raggiunge il punteggio medio di 39 su 100, basato su cinque critiche, indicando "recensioni in genere sfavorevoli"